# 大肚爐三明治
大肚炉三明治（英語：Potbelly Sandwich Shop），是美国一家休闲快餐店连锁店，特色为现烤潜艇三明治和奶昔。其店名“Potbelly”来自北美早年使用的“大肚炉”，这是一个过去家庭聚餐时的常见标志物。1977年在芝加哥开设了第一家店，如今在每一家连锁店内都放了一个大肚炉。有些店在午餐时间还会有当地音乐家进行演奏。

## 简介
大肚炉三明治起源于芝加哥林肯公园附近的一家古董店，1971年起，其店主开始为古董店顾客提供午餐。1977年，其作为一个三明治店重新开张。老板Peter Hastings将其命名为“大肚炉”，以纪念其古董店收藏的旧大肚炉。
1996年，该店的常客Bryant Keil买了下它，并开始进行加盟連鎖推广。在接下来的12年里，其从最初的一家发展到了250家店。2013年，大肚炉三明治成为上市公司。
与其他餐厅采用不锈钢或者塑料装修不同，大肚炉三明治店内采用了不少木质装修，并在每家店内都放有一个大肚炉，以重现出70年代那家老店的舒适风格。
和传统的快餐店不同，大肚炉三明治被认为是一家休闲快餐店，定位介于快餐店和休闲餐厅之间。和传统的快餐店相比，顾客可以选择口味更复杂的定制食物。大肚炉的三明治是面包加馅料在一起现烤的，在烤制完成后，顾客还可以根据自己喜好，继续加上配料，包括蛋黄酱、芥末、辣椒、生菜、洋葱、番茄片、醃黃瓜、油和意大利调味料。